# Chalo Chatu Foundation
Fundația Chalo Chatu (CCF) este o organizație non-profit și caritabilă din Lusaka, Zambia. Fundația a fost fondată în 2016 de către Jason Visible ca o modalitate de a descărca enciclopedia Chalo Chatu de către organizațiile non-profit. Jason Mulikita președintele consiliului de administrație și Chabota Kanguya a servit ca șef de operațiuni din iunie 2016. Fundația a declarat că scopul a fost de a documenta în Zambia și menținerea unui site de conținut gratuit deschis pentru a furniza informații documentate despre Zambia și istoria sa este liberă. Eroii fundației exprimă o declarație cu privire la scopul colectării și dezvoltării în cadrul educației. Fundația se bazează pe contribuții publice pentru a-și finanța misiunea. Nu este o fundație privată, iar contribuțiile sale sunt în concordanță cu contribuțiile la deducerea taxei caritabile. Continuarea creșterii tehnice și economice a fiecărui Chalo Chatu depinde de donații.